# Było ich czterech
Było ich czterech (tyt. oryg. Ata ishin katër) – albański film fabularny z roku 1977 w reżyserii Kujtima Çashku i Esata Musliu.

## Opis fabuły
Akcja filmu rozgrywa się na przełomie czerwca i lipca 1944, tuż przed wyzwoleniem Albanii z okupacji niemieckiej. W przededniu kongresu w Përmecie czworo partyzantów otrzymuje rozkaz, aby dostarczyć do oddziału tekst nowej pieśni. Partyzant Metja uznaje to zadanie za co najmniej dziwaczne. Zanim dotrą do oddziału będą musieli walczyć z Niemcami.
Film realizowano w Gjirokastrze.

## Obsada
- Rezana Çeliku jako Shpresa
- Astrit Çerma jako Ramiz
- Jani Riza jako Mete Jazo
- Fane Bita jako komisarz
- Andon Qesari jako komendant Bilal
- Antoneta Papapavli jako żona Labe, członkini rady
- Alfred Kote jako Andrea
- Liza Vorfi jako gospodyni
- Luan Sula jako nauczyciel muzyki